# Rally Villa de Adeje de 2021
El Rally Villa de Adeje de 2021 fue la 30.º edición, la tercera cita de la temporada 2021 del Súper Campeonato de España de Rally, la séptima del campeonato de Canarias y la segunda de la Iberian Rally Trophy. Se celebró del 13 al 15 de mayo y contó con un itinerario de catorce tramos que sumaban un total de 154,76 km cronometrados.

## Itinerario
| Día   | Tramo | Nombre                    | Distancia | Hora  | Ganador             | Tiempo    | Líder        |
| ----- | ----- | ------------------------- | --------- | ----- | ------------------- | --------- | ------------ |
| Día 1 | TC1   | Adeje BP                  | 11.40 km  | 16:55 | Iván Ares           | 8:03.7    | Iván Ares    |
| Día 1 | TC2   | Guía de Isora             | 7.56 km   | 17:30 | Enrique Cruz        | 4:48.5    | Enrique Cruz |
| Día 1 | TC3   | Santiago del Teide        | 8.14 km   | 18:00 | Enrique Cruz        | 4:37.9    | Enrique Cruz |
| Día 1 | TC4   | Adeje BP                  | 11.40 km  | 20:30 | Cancelado           | Cancelado | Enrique Cruz |
| Día 1 | TC5   | Guía de Isora             | 7.56 km   | 21:05 | Enrique Cruz        | 4:47.4    | Enrique Cruz |
| Día 1 | TC6   | Santiago del Teide        | 8.14 km   | 21:35 | Enrique Cruz        | 4:39.7    | Enrique Cruz |
| Día 2 | TC7   | Fasnia                    | 15.46 km  | 10:05 | Enrique Cruz        | 10:30.2   | Enrique Cruz |
| Día 2 | TC8   | Arico                     | 14.00 km  | 10:35 | Enrique Cruz        | 8:40.3    | Enrique Cruz |
| Día 2 | TC9   | Granadilla (TC+)          | 6.50 km   | 11:25 | Enrique Cruz        | 3:32.4    | Enrique Cruz |
| Día 2 | TC10  | San Miguel-Vilaflor-Arona | 14.32 km  | 12:00 | Enrique Cruz        | 8:14.3    | Enrique Cruz |
| Día 2 | TC11  | Fasnia                    | 15.46 km  | 15:25 | Miguel Ángel Suárez | 10:33.4   | Enrique Cruz |
| Día 2 | TC12  | Arico                     | 14.00 km  | 15:55 | Miguel Ángel Suárez | 8:41.8    | Enrique Cruz |
| Día 2 | TC13  | Granadilla                | 6.50 km   | 16:45 | Yeray Lemes         | 3:34.0    | Enrique Cruz |
| Día 2 | TC14  | San Miguel-Vilaflor-Arona | 14.32 km  | 17:20 | Surhayen Pernía     | 8:16.1    | Enrique Cruz |

## Clasificación final
| Pos. | Piloto               | Copiloto           | Automóvil                     | Tiempo    | Diferencia |
| ---- | -------------------- | ------------------ | ----------------------------- | --------- | ---------- |
| 1.   | Enrique Cruz         | Yeray Mújica       | Ford Fiesta Rally2            | 1:29:10.5 | 0.0        |
| 2.   | Yeray Lemes          | Rogelio Peñate     | Citroën C3 Rally2             | 1:29:41.9 | +31.4      |
| 3.   | Surhayen Pernía      | Alba Sánchez       | Hyundai i20 R5                | 1:29:46.4 | +35.9      |
| 4.   | Miguel Ángel Suárez  | Daniel Sosa        | Škoda Fabia Rally2 evo        | 1:29:48.1 | +37.6      |
| 5.   | José Luis Peláez     | Rodolfo del Barrio | Volkswagen Polo GTI R5        | 1:32:28.6 | +3:18.1    |
| 6.   | Luis García Vilariño | Alejandro Noriega  | Škoda Fabia Rally2 evo        | 1:33:40.1 | +4:29.6    |
| 7.   | Francisco A. López   | Borja Odriozola    | Hyundai i20 R5                | 1:36:46.4 | +7:35.9    |
| 8.   | Ángel Bello          | Anna Tallada       | Hyundai i20 R5                | 1:37:00.8 | +7:50.3    |
| 9.   | Giovanni Fariña      | Carolina Fariña    | Peugeot 208 R2                | 1:37:50.1 | +8:39.6    |
| 10.  | Raúl Évora           | Miguel Reverón     | Audi Quattro Sport E2 Réplica | 1:37:51.3 | +8:40.8    |